# 요미우리 TV 제작 월요일 밤 10시 드라마
요미우리 TV 제작 월요일 밤 10시 드라마는 요미우리 TV이 편성했다 연속 TV 드라마이다.

## 방송 작품
- 이런 남자 좋았 으면
- 백년째의 사랑
- 바가지 거리
- 꽃의 숲 고원
- 비지의 꽃
- 하나보우로
- 5대 집의 며느리
- 호소데 일대기
- 난다 마스에
- 오하쓰텐진
- 베스트 프렌드
- 온리 유~사랑 받아~
- 우리들에 조심
- 8월의 러브송
- 내츄럴 사랑의 행방
- 스토커 도망 갈 수가없는 사랑
- 정의의 아군
- 실낙원
- 심료 내과의·료코
- 찬 달
- 쿠레나이
- 얼어 여름
- 기적의 사람
- 보더 범죄 심리 수사 파일
- 로맨스
- 여의
- 피치 관계
- 신데렐라는 잠들지 않는다
- 영원한 아이
- 리미트 만약, 우리 아이가...
- 휴먼 러브 스토리 내일을 끌어 안고
- 헤어지게 가게
- Pure Soul~네가 나를 잊어도~
- 플레이 플레이 인생!
- 본가의 신부
- 긴자의 사랑
- 천국에의 계단
- 사립탐정 하마 마이크
- 나이트 호스피탈~병은 잠들지 않는~
- 메시지~말이 배반 간다~
- 전설의 마담
- 14개월~아내가 아이에게 환은 간다~
- 사자 선생님
- 란포 R